# مروب (قطر)
مروب هو موقع أثري في شمال غرب قطر. قرية كبيرة في مرحلة ما كانت تحت سيطرة الدولة العباسية حتى تم التخلي عنها في أواخر القرن التاسع في بداية الثورة القرمطية. يتكون الموقع من 250 منزلا مدمرا وحصن ومسجدين. تم اكتشاف مواقع الدفن بالقرب من العديد من المنازل.

## الموقع
تقع مروب في شمال غرب قطر. 4 كيلومتر قبالة الساحل و 15 كيلومتر شمال أقرب مدينة دخان. هي قريبة من الموقع الأثري لأم المعاع.

## الاكتشاف والحفريات
تم اكتشاف مروب من قبل فريق أثري دنماركي برئاسة جيفري بيبي في عام 1959. تحت قيادة ك. هاردي غيلبرت قام فريق فرنسي بحفر الموقع في عام 1984. أعقب ذلك فريق أثري بقيادة ألكسندرين غورين في عام 2009.

## الموجودات

### السلع
اكتشف الحفارون 6,948 آنية خزفية في الموقع. معظم الأواني الخزفية يعود تاريخها إلى 805-885 وتم تقسيمهم إلى مجموعات من الأواني المزججة والأدوات المشتركة. من بين 6,948 من قطع الأشجار كانت الأواني المشتركة تتكون من 4,697 شقف بينما كانت الأواني المزججة تمثل 2,251 شقف. تفترض دراسة أجراها فيصل النعيمي وألكسندرين غرين أن القرويين باعوا الأواني مقابل اللؤلؤ.
يتم تعريف معظم التركيبات الأكثر شيوعا من خلال الأشكال المستديرة. على الأقل 18٪ من السيراميك المشتركة تحمل آثار محاولة الإصلاح. المواقد المتناثرة التي تحتوي على آثار البيتومين وجدت في المنازل المدمرة تشير إلى أنه تم إصلاحها في الموقع.
أما النعيمي وغرين فكانا يتناقضان مع التركيبات الزجاجية المتفاوتة في التصميم واللون مع تلك الموجودة في موقع شوشان الأثري في إيران الحالية. افترضوا أن جزءا من التركيبات المزججة قد يكون قد تم استيراده مباشرة من شوشان. كما لاحظوا أن بعض التركيبات الزجاجية التي يرجع تاريخها إلى القرنين التاسع والثامن قد تكون مستمدة من البصرة وسامراء. أشارت الدراسة إلى غياب التركيبات الصينية التي توجد عادة في المواقع الأثرية الأخرى في قطر.

### القلعة
قلعة مروب هي أقدم قلعة معروفة في البلاد وقد بنيت على أطلال قلعة سابقة دمرها الحريق. القلعة مستطيلة الشكل ويعتقد أنها كان بمثابة إقامة فخمة. الهيكل مشابه للمساكن الفخرية الأخرى التي يرجع تاريخها إلى العصر العباسي في أماكن أخرى من الشرق الأوسط. يوجد فناء كبير مع أبواب تؤدي إلى اثني عشر غرفة مستطيلة مختلفة في وسط القلعة. المدخل الذي يقع على الجانب الشمالي هو 4.6 قدم. مواد البناء المستخدمة للجدار كانت الصخور والطين.